# Harpactea henriquesi
Espèce
Harpactea henriquesi est une espèce d'araignées aranéomorphes de la famille des Dysderidae.

## Distribution
Cette espèce est endémique du Portugal. Elle se rencontre dans les régions du Centre et de Lisbonne.

## Description
La carapace du mâle holotype mesure 1,38 mm de long sur 0,95 mm et l'abdomen 2 mm.

## Systématique et taxinomie
Cette espèce a été décrite par Řezáč en 2023.

## Étymologie
Cette espèce est nommée en l'honneur de Sérgio Henriques.

## Publication originale
- Řezáč, Cardoso & Řezáčová, 2023 : « Review of Harpactea ground-dwelling spiders (Araneae: Dysderidae) of Portugal. » Zootaxa, vol. 5263, no 3, p. 335-364.